# Caltoris
Caltoris là một chi bướm ngày thuộc họ Bướm nâu.

## Các loài
- Caltoris aurociliata (Elwes & Edwards, 1897)
- Caltoris beraka (Plötz, 1885)
- Caltoris boisduvalii (C. & R. Felder, 1867)
- Caltoris bromus (Leech, 1894)
- Caltoris brunnea (Snellen, 1876)
- Caltoris cahira (Moore, 1877)
  - Caltoris cahira austeni Moore, 1883[1]
- Caltoris canaraica (Moore, 1884)
- Caltoris confusa (Evans, 1932)
- Caltoris cormasa (Hewitson, 1876)
- Caltoris kumara (Moore, 1878)
- Caltoris malaya (Evans, 1926)
- Caltoris mehavagga (Frühstorfer, 1911)
- Caltoris nirwana (Plötz, 1882)
- Caltoris philippina (Herrich-Schäffer, 1869)
- Caltoris plebeia (de Nicéville, 1887)
- Caltoris septentrionalis Koiwaya, 1996
- Caltoris tenuis (Evans, 1932)
- Caltoris tulsi (de Nicéville, 1884)

## Hình ảnh

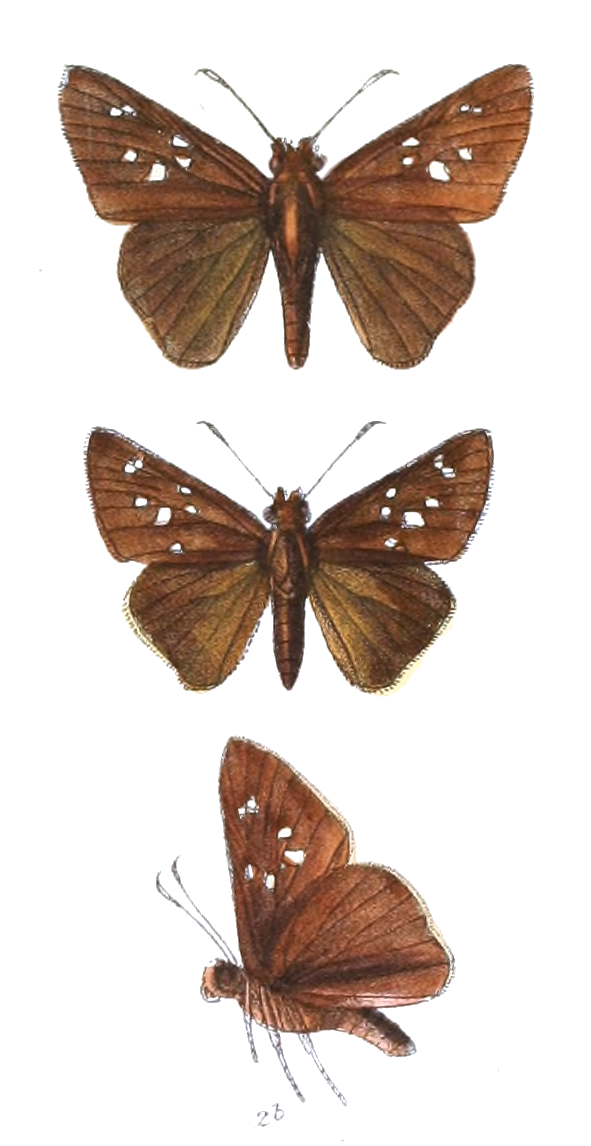
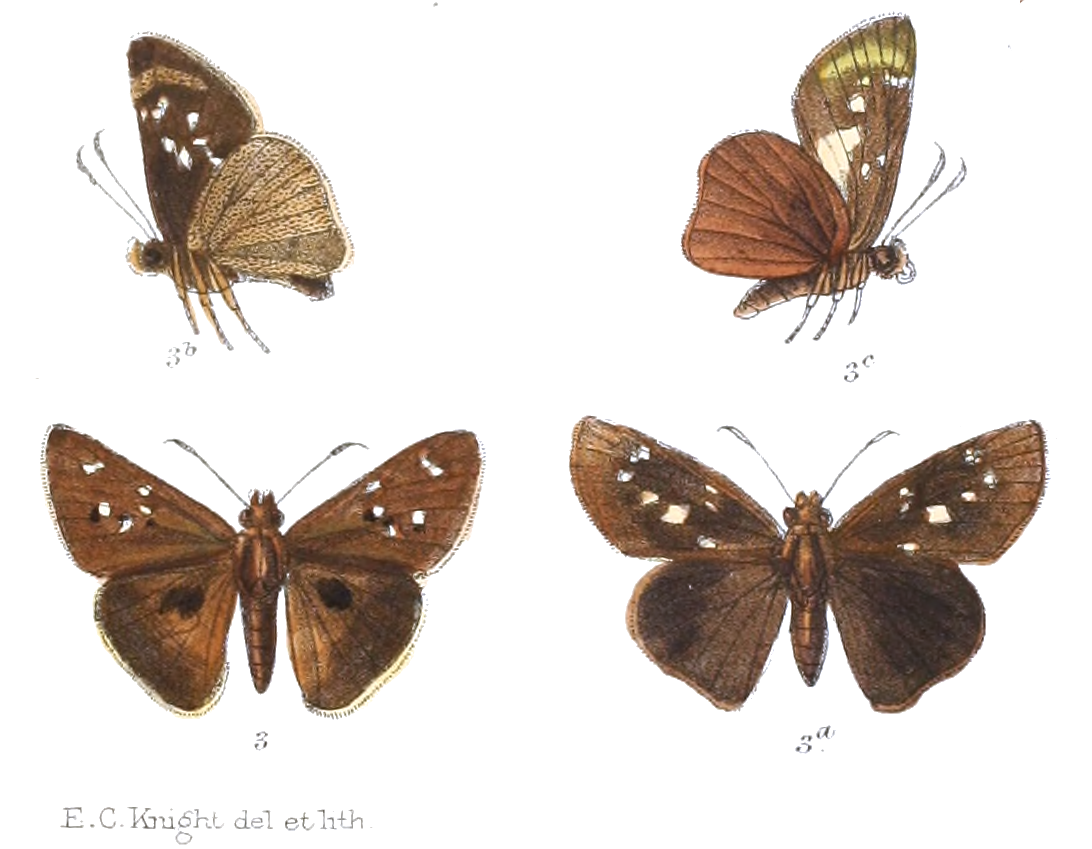
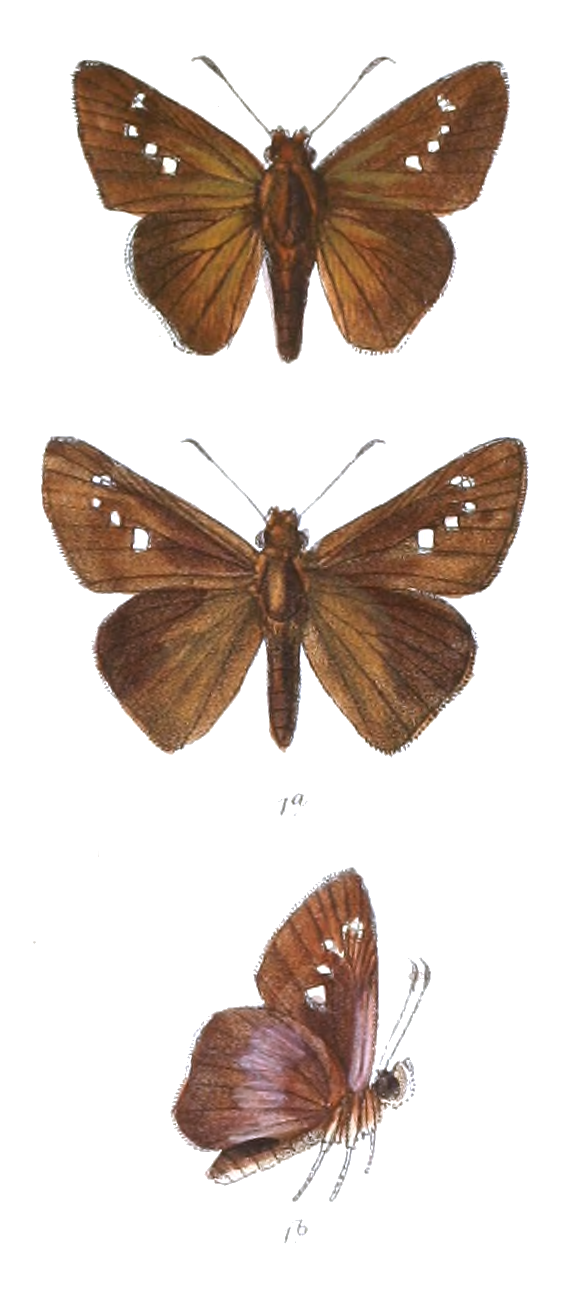